# Lénárt István (gyártásvezető)
Lénárt István, Löwinger (Budapest, 1921. április 7. – 2021. március 31.) magyar gyártásvezető-gyártásszervező, színész, 2004-től a Magyar Televízió örökös tagja. Nagyapja Baron Ede Illés újságíró, szerkesztő.

## Életpályája
Löwinger Vilmos (1868–1932) újságíró és Baron Margit fia. A második világháború alatt munkaszolgálatos volt. Egyetemi tanulmányait a Közgazdasági Egyetemen kezdte 1947-ben, ahol négy félévet végzett, majd a Színház- és Filmművészeti Főiskola gyártásvezetői szakát végezte el (1954).
Gyakornokként került a filmgyárba, végigjárta a fokokat a laboratóriumi segédmunkától a gyártásvezetésig. Az elsők között szerzett gyártásvezetői diplomát a főiskolán (Simon Menyhért születése, a Szakadék, a Gázolás nagyjátékfilmek). Az 1956-os forradalom után átmenetileg a Nemzeti Színházban Várkonyi Zoltán és Major Tamás mellett végzett szervezői munkát. 1963-ban a Magyar Televízióhoz került diszpécsernek, itt megtalálta igazi helyét a koordináció vezetőjeként, igazgatóhelyettesi rangban dolgozott nyugdíjazásáig. Százhúsz operatőr és a műsorgyártáshoz szükséges technikai személyzet tartozott hozzá. Ő felelt a karmesterversenyek, táncdalfesztiválok, a Ki Mit Tud-ok, tévéjátékok és játékfilmek gördülékeny rögzítéséért abban a korszakban, amikor csak tévéjátékból, kosztümös filmből 70-80 készült az MTV-ben.
1970–1971-ben nagy szerepe volt a Veszprémi Tévétalálkozó kitalálásában és megszervezésében. Horváth Ádám elnöksége idején tanácsadói munkakört látott el. Arcát, hangját, gesztusait, jellegzetes személyiségét őrzik a filmek, amikben játszott is, ő volt a Szürkület idegorvosa, a Glamour jogtanácsosa, a Szenvedély ügyésze és A londoni férfi Morrison felügyelője, az Eltörölni Frankot című film teljhatalmú elvtársa.  
Fontosabb tevékenységei: a Vígszínház médiamenedzsere (1996-tól), a Magyar Film- és Televíziós Művészek Szövetsége Etikai Bizottságának Elnöke (2005-től), a Fészek Művészklub Felügyelő Bizottságának Elnöke, a Filmjus Alapítvány kuratóriumi tagja.

## Munkahelyei
- Madách Színház titkára (1945–1946)
- Szakszervezeti Tanács kulturális osztály (1947–1948)
- Művelődési Minisztérium (1948–1951)
- Magyar Filmgyártó Vállalat (1951–1957)
- Nemzeti Színház (1958–1962)
- Magyar Televízió (1963–1991)
- Vígszínház (1991–2010)

## Filmjei
- Ami megérthetetlen (rövidfilm) (1954)
- Én és a nagyapám (1954)
- Simon Menyhért születése (1954)[4]
- Gázolás (1955)
- Szakadék (1956)
- Bolond április (1957)
- Szürkület (1990)
- Eltörölni Frankot (2021)

## Díjai, elismerései
- Szocialista Kultúráért (1971)
- Munkaérdemrend Bronz fokozat (1972)
- Munkaérdemrend Arany fokozat (1981)
- Magyar Köztársaság Lovagrendje (1996)
- Árvai Jolán-díj (2002)
- Magyar Filmszakma életműdíj (2004)
- MTV Örökös Tagja (2004)